# J-2X

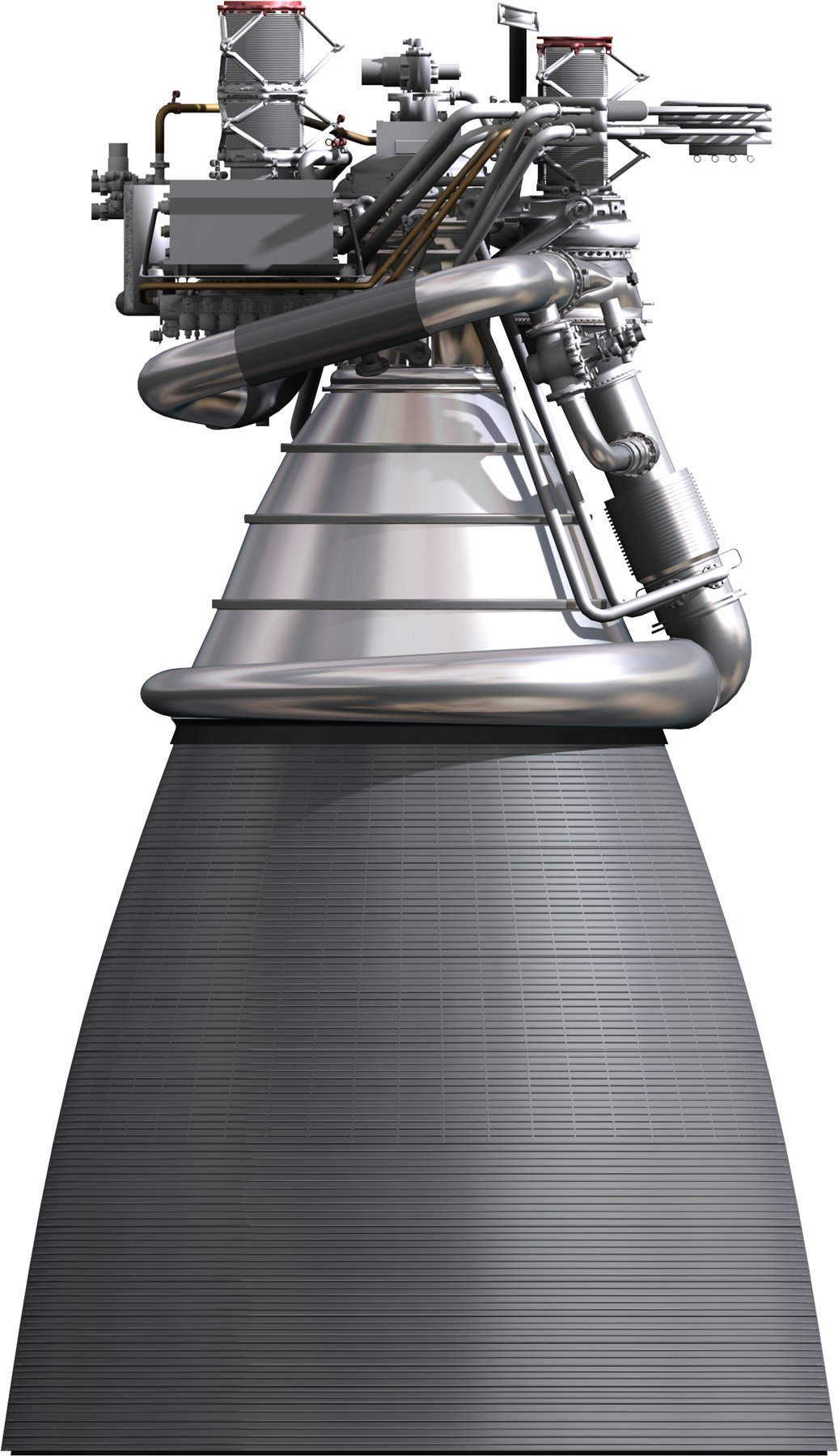
Uma impressão artística em CGI de um motor J-2X.

O J-2X é um motor de foguete de combustível líquido criogênico, que foi planejado para uso nos foguetes Ares do Projeto Constellation da NASA, e mais tarde para o Space Launch System. Construído nos Estados Unidos pela Aerojet Rocketdyne (anteriormente, Pratt & Whitney Rocketdyne), o J-2X queima uma mistura criogênica de hidrogênio líquido e oxigênio líquido como propelentes, cada motor produzindo 1.307 kN de empuxo no vácuo gerando um impulso específico (Isp) de 448 (4.39 km/s). A massa do motor é de aproximadamente 2.470 kg, significativamente mais pesado que seus antecessores.